# NGC 5104
NGC 5104 é uma galáxia espiral (Sa) localizada na direcção da constelação de Virgo. Possui uma declinação de +00° 20' 34" e uma ascensão recta de 13 horas, 21 minutos e 22,9 segundos.
A galáxia NGC 5104 foi descoberta em 12 de Abril de 1864 por Albert Marth.